# Урочище Бубнівка
Урочище Бу́бнівка — урочище, ботанічний заказник місцевого значення в Україні. Розташований між селами Лисівці та Шипівці Заліщицького району Тернопільської області, на лівому віддаленому схилі долини річки Серет, біля старого кар'єру.
Площа 16,1 га. Оголошене об'єктом природно-заповідного фонду рішенням Тернопільської обласної ради від 18 березня 1994 року. Перебуває у віданні Лисівської сільської ради (5,9 га) і Шипівецької сільської ради (10,2 га).
Під охороною — ділянка степової та лучно-степової флори. Цінність становлять сон чорніючий, сон великий, занесені до Червоної книги України, горицвіт весняний, гіацинтик блідий та інші рідкісні й такі, що перебувають на межі зникнення, види рослинного світу.